# Атанасиос Антониадис
Атанасиос Антониадис (на гръцки: Αθανάσιος Αντωνιάδης) е гръцки солунски общественик. Антониадис е виден деец на гръцката общност в Солун в края на XIX век. Три пъти е избиран за председател на Солунското благотворително мъжко общество.